# Роудон-Гастингс, Генри, 4-й маркиз Гастингс
Генри Вейсфорд Чарльз Плантагенет Роудон-Гастингс, 4-й маркиз Гастингс, 9-й граф Лаудон (англ. Henry Weysford Charles Plantagenet Rawdon-Hastings, 4th Marquess of Hastings; 22 июля 1842 — 10 ноября 1868) — британский пэр. Он был известен как лорд Генри Роудон-Гастингс с 1842 по 1851 год.
Титулы: 20-й барон Ботро (с 13 января 1844 года), 19-й барон Хангерфорд (с 17 января 1851 года), 17-й барон Молейнс (с 17 января 1851 года), 9-й граф Лаудон (с 17 января 1851 года), 4-й маркиз Гастингс (с 17 января 1851 года), 9-й лорд Тарринзин и Мохлин (С 17 января 1851), 10-й лорд Кэмпбелл из Лаудона (с 17 января 1851) и 21-й барон Грей из Ратина (с 19 ноября 1858 года).

## Происхождение
Родился 22 июля 1842 года. Второй сын Джорджа Роудона-Гастингса, 2-го маркиза Гастингса (1808—1844), британского пэра и придворного, и его жены Барбары, урожденной Йелвертон, 20-й баронессы Грей де Ратин (1810—1858). Его отец умер, когда Генри было всего два года, и Генри унаследовал титулы отца после ранней смерти своего старшего брата Паулина семь лет спустя, когда Генри было девять лет. Позже, в 1858 году, Генри унаследовал баронство своей матери в возрасте шестнадцати лет.
Он получил образование в Итонском колледже и в колледже Крайст-черч Оксфордского университета.
В 1860 году газета «Таймс» отметила, что Генри Роудон-Гастингс был одним из трех, кто имел пэрство во всех трех королевствах Англии, Шотландии и Ирландии (как граф Мойра).

## Свадьба
В 1862 году лорд Гастингс обручился с Элис Марч Филлипс де Лайл, но они так и не поженились (позже она вышла замуж за достопочтенного Артура Стрэтта, младшего сына лорда Белпера).

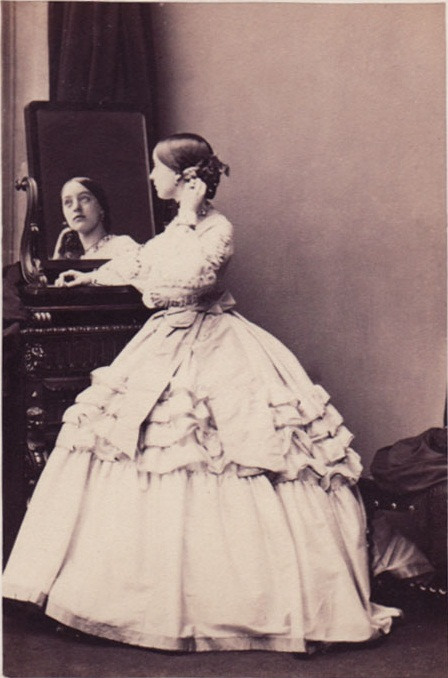
Леди Флоренс Сесилия Пэджет

Его лучший друг Генри Чаплин (1840—1923) должен был жениться на светской красавице леди Флоренс Пэджет (август 1842 — 3 февраля 1907), их свадьба должна была стать светским событием года, и принц Уэльский был одним из многих, кто поздравил их. Однако во время их помолвки Флоренс влюбилась в Генри Роудона-Гастингса, 4-го маркиза Гастингса.
Вечером 15 июля 1864 года маркиз Гастингс принял приглашение присоединиться к Чаплину и Флоренс в их оперной ложе в Ковент-Гардене для представления оперы «Фауст». Говорили, что Гастингс провел вечер с угрюмым и бесстрастным выражением лица. На следующее утро, как раз перед своей свадьбой с Чаплином, она необычно отправилась одна в Marshall & Snelgrove на Оксфорд-стрит, с оправданием перед отцом, что она хочет купить что-то в дополнение к своему свадебному наряду. Флоренс прошла через магазин и вышла на другую сторону, где Гастингс ждал ее в карете.
В тот же день 16 июля 1864 года лорд Гастингс женился на леди Флоренс Сесилии Пэджет, дочери Генри Пэджета, 2-го маркиза Англси (1797—1869), и его второй жены Генриетты Мэри Багот (1815—1844). Брак вызвал огромный скандал, так как невеста была помолвлена и должна была выйти замуж в тот же день за его лучшего друга Генри Чаплина . После свадьбы состоялся приём в Сент-Джеймс-Плейс, прежде чем молодожены отправились в медовый месяц в Донингтон-холл, Лестершир, пока скандал утихал. Флоренс Пэджет извинилась перед Чаплином письмом на следующий день, но получила отказ.
С годами ненависть и соперничество Гастингса с Чаплином усилились, особенно из-за их общего интереса к скачкам, и достигли кульминации на Дерби 1867 года и сосредоточились на шансах лошади Генри по кличке Хермит. Маркиз Гастингс проиграл сумму в 120 000 фунтов стерлингов (примерно 15 миллионов фунтов стерлингов по оценкам 2023 года) за ставку против лошади Чаплина.
Маркиз Гастингс скончался в 1868 году в возрасте всего 26 лет, не оставив детей. Маркизат Гастингс угас, в то время как графство Лаудон перешло к его старшей сестре леди Эдит, а его английские баронства оказались в подвешенном состоянии между леди Эдит и тремя другими сестрами — все перешло к Эдит, за исключением материнского титула, который перешел ко второй сестре, леди Берте.
После его смерти его вдова, леди Флоренс, маркиза Гастингс, в 1870 году вышла замуж за сэра Джорджа Четвинда, 4-го баронета (1849—1917), от брака с которым у неё было трое детей.